# 李学先
李学先（1912年—2000年3月15日），男，安徽霍邱人，中华人民共和国政治人物，曾任广东省高级人民法院院长，广东省人大常委会副主任，第五届全国政协委员。